# لوك ألين
لوك ألين (بالإنجليزية: Luke Allen)‏ هو لاعب كرة قاعدة أمريكي، ولد في 4 أغسطس 1978 في كوفينغتون في الولايات المتحدة.

## وصلات خارجية
- لوك ألين على موقع دوري كرة القاعدة الرئيسي (الإنجليزية)
- لوك ألين على موقعبيزبول رفرنس.كوم (الدوري الرئيسي) (الإنجليزية)
- لوك ألين على موقعبيزبول رفرنس.كوم (الدوري الثانوي) (الإنجليزية)